# Richard Kuthan
Richard „Rigo“ Kuthan (* 3. Juli 1891; † 10. Februar 1958) war ein österreichischer Fußballspieler und Nationalspieler des frühen 20. Jahrhunderts.

## Karriere
Rigo Kuthan kam bereits im Jahr 1906 als 15-Jähriger zu Rapid Wien und führte die junge Mannschaft aus Hütteldorf 1911/12 als Kapitän zum ersten Meistertitel der Vereinsgeschichte. Der gelernte Mittelstürmer war von 1911 bis 1925, mit einer Unterbrechung im Spieljahr 1916/17, 15 Jahre lang Mannschaftskapitän und das unumstrittene Wahrzeichen der Rapid-Elf.
Zu seiner Zeit war Kuthan einer der intelligentesten Mittelstürmer in Österreich und durch seine uneigennützige Spielweise die ideale Ergänzung zu Bomber Josef Uridil. Als Kuthan Uridil bei dessen Wechsel zu Rapid im Jahr 1915 erstmals erblickte, tätigte er der Überlieferung nach den abfälligen Ausspruch: „Was will denn der Blade bei uns“. Doch schon bald darauf erkannte er die Qualitäten des Neuen und revidierte seine Meinung. Rigo Kuthan öffnete Uridil mit seinem Spiel in die Gasse und mit seinen raffinierten Buckerln, mit denen er die Verteidiger an sich band, den Raum zum Sturm auf das gegnerische Tor und wurde somit dessen kongenialer Partner auf dem Spielfeld.
Richard Kuthan war aber auch selbst erfolgreicher Torschütze und erzielte in insgesamt 246 Meisterschaftsspielen für Rapid von 1911 bis 1929 sagenhafte 167 Tore, wobei im Spieljahr 1911/12 nicht alle Tore gezählt wurden. Damit liegt er in der ewigen Vereinstorschützenliste der Grün-Weißen noch heute (2005) auf dem dritten Rang hinter Robert Dienst (307), Hans Krankl und Franz Binder (je 267 Tore). 1922 wurde er mit 22 Treffern als zweiter Rapidler nach Uridil österreichischer Torschützenkönig. Bereits 1913 und 1914 war er bester Vereinstorschütze mit 14 bzw. 13 Toren und 1916 dürfte er mit 25 Treffern die höchste Torausbeute in der Meisterschaft erzielt haben. Die offizielle Wertung der Torschützen wurde jedoch erst 1921 eingeführt.
Mit Rapid Wien eroberte der Schwager des langjährigen Sektionsleiters und Trainers Dionys Schönecker und des Architekten Ing. Eduard Schönecker (Erbauer Rapid-Platz, Stadion Hohe Warte) insgesamt achtmal den österreichischen Meistertitel und gewann zweimal den Wiener Cup. Trotz seiner Verwandtschaft zu Schönecker wurde er von diesem 1925 aus der Mannschaft gestellt und musste gemeinsam mit anderen arrivierten Spielern einem Verjüngungsprozess weichen. Kuthan absolvierte die Saison 1926/27 beim SC Wacker Wien, mit dem er den achten Platz in der Meisterschaft erreichte. Nach dieser Saison hatten sich die Wogen bei Rapid etwas geglättet, und Kuthan durfte wieder zu seiner Mannschaft zurückkehren.
1927 und 1928 erreichte Rigo mit den Hütteldorfern jeweils das Finale des Mitropacups, unterlag jedoch mit Rapid dem AC Sparta Prag (2:6 und 2:1) bzw. dem Ferencvárosi TC (1:7 und 5:3). In der Saison 1928/29 gewann der mittlerweile 38-jährige Stürmer mit den Grün-Weißen seinen letzten Meistertitel und feierte noch einmal den Einzug in das Semifinale des Mitropacups. Dort war gegen die ungarische Mannschaft Újpesti FC jedoch vorzeitig Endstation. Insgesamt kam Kuthan im Mitropacup auf sechs Einsätze und erzielte dabei ein Tor. Nach dem Ausscheiden aus dem Mitropapokalbewerb beendete Rigo Kuthan 1929 seine aktive Karriere.
Seine Grabstätte befindet sich auf dem Baumgartner Friedhof in Wien (Gruppe 21, Nummer 19).

### Nationalmannschaft
Am 22. Dezember 1912 wurde Rigo Kuthan erstmals in die österreichische Nationalmannschaft einberufen. Im Spiel gegen Italien, das in Genua ausgetragen wurde, steuerte er das zweite Tor zum 3:1-Triumph der Österreicher bei. Insgesamt spielte der kongeniale Mittelstürmer in 24 Auswahlspielen für Österreich und erzielte dabei 14 Tore. Sein letztes Länderspiel bestritt er am 6. Mai 1928 in Wien beim 3:0 über Jugoslawien. Ein interessanter Aspekt in diesem Länderspiel war das Teamdebüt des späteren Wunderteam-Tormanns Rudi Hiden, der gleichzeitig einen Generationswechsel im österreichischen Fußball einläutete.

## Stationen
- 1906–1925 SK Rapid Wien
- 1925–1927 SC Wacker Wien
- 1927–1930 SK Rapid Wien

## Erfolge
- 8 × Österreichischer Meister: 1912, 1913, 1916, 1919, 1920, 1921, 1923, 1929
- 2 × Österreichischer Pokalsieger: 1919, 1920
- 3 × Österreichischer Vizemeister: 1914, 1918, 1928
- 1 × Österreichisches Pokalfinale: 1929
- 2 × Mitropacup-Finale: 1927, 1928
- 1 × Mitropacup-Semifinale: 1929
- 1 × Österreichischer Torschützenkönig: 1922
- 24 Länderspiele und 14 Tore[1] für die österreichische Nationalmannschaft von 1912 bis 1928